# André Elbogen
Pour les articles homonymes, voir Elbogen.
André (Naftali) Elbogen (17 janvier 1922, Hajdúnánás, Hongrie-7 juillet 1944, Saint-Genest-Lerpt, Loire), est un juif orthodoxe français d'origine hongroise, étudiant de la Faculté des Sciences de l'Université de Strasbourg, repliée à Clermont-Ferrand, membre de la Résistance, fusillé par les Allemands, pour fait de Résistance.

## Biographie
André Elbogen est né le 17 janvier 1922 à Hajdúnánás, en Hongrie. Il est le beau-frère de Henri Klein, de Théo Klein, le futur chef de file du mouvement de jeunesse juive orthodoxe Yechouroun et de Moché Catane. Il est un cousin par alliance du rabbin Samy Klein.
Son frère Isaïe Charles Elbogen, résistant, membre de la compagnie Marc Haguenau est décédé le 18 juillet 1948 à 
la Bataille de Latroun (1948), dans la Guerre d'indépendance d'Israël, à l'âge de 22 ans.

### Études
En 1943, élève en classe de mathématiques spéciales au lycée Blaise-Pascal, les lois sur le statut des Juifs du régime de Vichy l'interdisent de prendre part au concours de l'École normale supérieure.

### La Seconde Guerre mondiale
Il est membre de l'Armée Juive.
Dès 1943, il participe aux actions du corps franc de la Montagne noire.

#### Replié à Clermont-Ferrand
Il se marie le 5 juillet 1943 à Clermont-Ferrand avec Mady (Madeleine) Klein, née le 19 octobre 1922 à Mulhouse.  Madeleine Elbogen est comme André Elbogen étudiante à la Faculté des Sciences de l'Université de Strasbourg, repliée à Clermont-Ferrand. André  et Madeleine Elbogen seront mariés à peine 4 mois, car elle est arrêtée dans la Rafle du 25 novembre 1943 à Clermont-Ferrand. Elle est transférée le 24 décembre 1943 au Camp de Drancy avec le Matricule No. 10359. Elle est déportée dans le Convoi No. 66 en date du 20 janvier 1944 de Drancy à Auschwitz. Elle est assassinée à son arrivée à Auschwitz. Elle est officiellement déclarée décédée le 1er février 1944.Elle n'a pas encore 22 ans.
Claire Klein, une sœur de Mady Elbogen, née le 9 juin 1924 à Mulhouse, est aussi étudiante à l'Université de Strasbourg, repliée à Clermont-Ferrand. Elle est aussi arrêtée dans la Rafle du 25 novembre 1943 à Clermont-Ferrand. Elle est transférée avec Mady le 24 décembre 1943 au Camp de Drancy avec le Matricule No. 10360 (le numéro suivant celui de Mady). Elle est déportée avec Mady dans le Convoi No. 66 en date du 20 janvier 1944 de Drancy à Auschwitz. Elle est assassinée comme Mady à son arrivée à Auschwitz. Elle a à peine 20 ans.

#### Arrêté et fusillé
André Elbogen est arrêté par la Gestapo le  mercredi 5 juillet 1944,  sur trahison, en compagnie de Samy Klein et de Henri Klein sur le quai d'une gare de Saint-Étienne.
En effet, André Elbogen, Samy Klein et Henri Klein, prennent dans une petite gare de la banlieue de Saint-Étienne (ou dans la gare de Saint-Étienne-Carnot au centre-ville de Saint-Étienne) le train pour la Haute-Loire. Il avait été  recommandé  par le maquis d'éviter la gare centrale, par trop dangereuse.
Samy Klein laisse ses deux compagnons (André Elbogen et Henri Klein) sur le quai, et va prendre contact avec l'antenne du maquis. Durant sa brève absence, un Juif (plus tard, on saura qu'il s'appelait Gensburger) lie conversation avec André Elbogen et Henri Klein. Ces deux derniers sont membres du mouvement de jeunesse Yechouroun. De loin, Édith (il s'agit d'Edith Klein, la future épouse de Théo Klein), qui fait aussi partie de Yechouroun et qui les accompagnait, tout en restant à distance, aperçoit que sur un signe de Gensburger, des hommes en civils emmènent André Elbogen et Henri Klein. Édith voudrait prévenir Samy Klein mais ne réussit pas. Il tombe à son tour dans la souricière.
André Elbogen, Samy Klein et Henri Klein se retrouvent avec d'autres prisonniers à la caserne Desnouettes à Saint-Étienne.
André Elbogen, Samy Klein et Henri Klein, ne restent que pour un court temps en prison. Au matin du vendredi 7 juillet 1944, (la veille du 17 Tammouz) ils sont emmenés pour être fusillés.
Samy Klein est fusillé au bord d'un champ. Ce champ est situé à l'Étrat à la Fouillouse (Voir, La Fouillouse), commune de l'Étrat, située à six kilomètres au nord de Saint-Étienne.
André Elbogen et Henri Klein sont fusillés à Saint-Genest-Lerpt (Loire). Leurs corps sont retrouvés en bordure de route à La Taillée (Vendée).
Les dépouilles d'André Elbogen, de Samy Klein et d'Henri Klein sont inhumées dans le cimetière de l'Etrat, puis inhumées à nouveau, quelques semaines après la Libération, dans le cimetière israélite de La Mouche, rue du rabbin Abraham Bloch, à Lyon. Les tombes de André Elbogen, Samy Klein et Henri Klein sont placées côte-à-côte dans le Carré A Allée J.Cette seconde inhumation se fera en même temps que pour les cinq fusillés du 19 mai 1944 de la ferme-école Saint-Germain près de Villemotier dans l'Ain, incluant Aron Wolf, l'ami de Samy Klein. Ces secondes inhumations sont facilitées par le Grand-rabbin de Lyon, David Feuerwerker, l'ami de Samy Klein. Selon la tradition juive, ils seront veillés toute une nuit par les chefs Éclaireuses éclaireurs israélites de France (EIF, devenus EEIF) de Lyon, incluant Frédéric-Shimon Hammel, au cimetière juif de Lyon.
André Elbogen a 22 ans.

## Reconnaissance

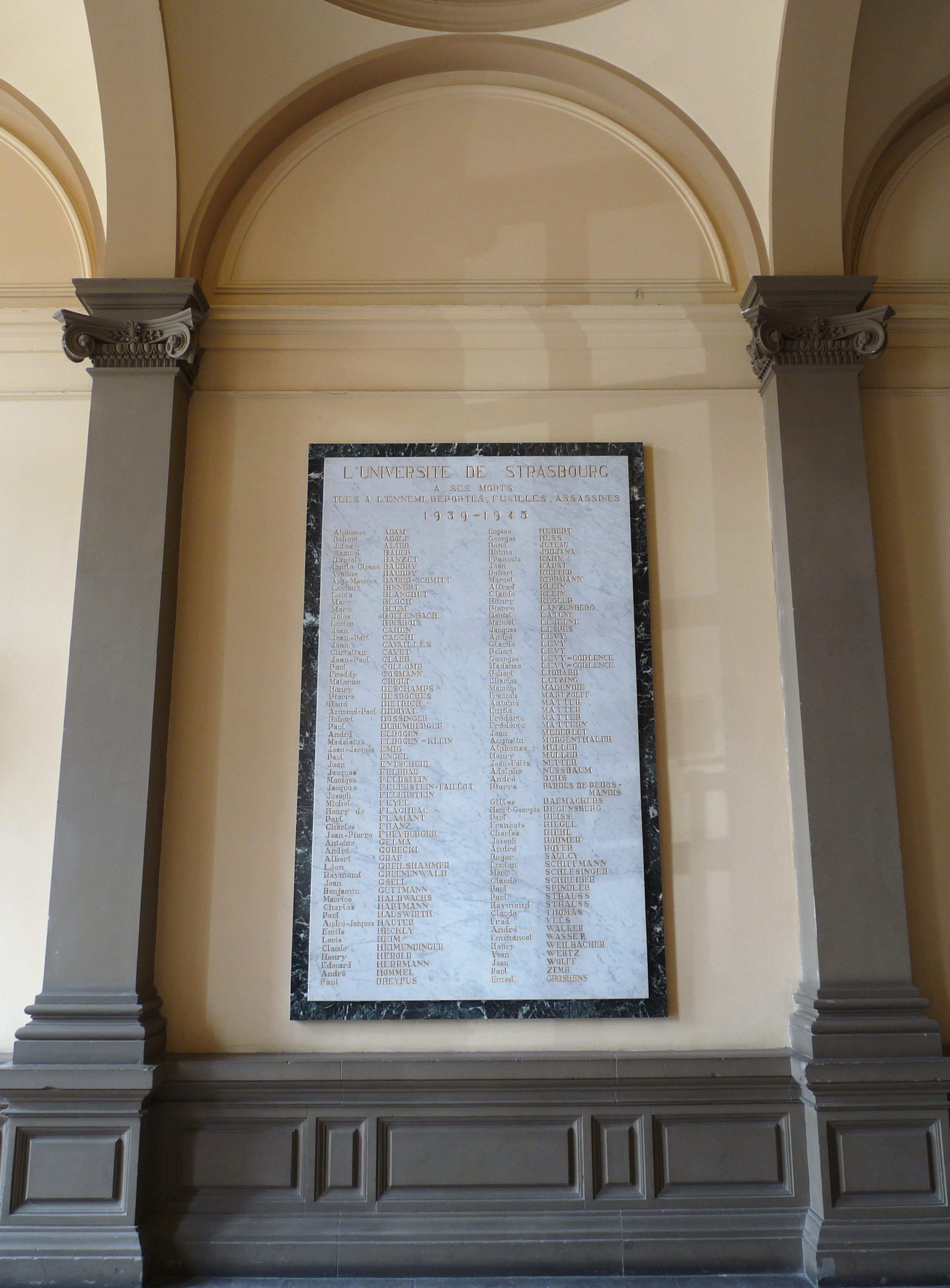
Université de Strasbourg : plaque à la mémoire des morts, tués à l'ennemi, déportés, fusillés, assassinés 1939-1945, apposée à l'entrée du Palais Universitaire de Strasbourg

L'Université de Strasbourg inscrit sur ses murs les noms d'André Elbogen et de son épouse Madeleine Elbogen née Klein, dans une plaque commémorative située dans le hall de l'Université de Strasbourg,:

« André Elbogen et Madeleine Elbogen née Klein

Tous deux étudiants en Sciences.

Ils s'étaient mariés quelques mois auparavant. Ce jour-là ils avaient dit en riant, qu'ils étaient si pauvres, qu'ils ne pouvaient pas s'acheter des alliances chez un bijoutier, mais que deux petits anneaux dorés de rideaux feraient bien l'affaire.

André arrêté à Saint-Étienne. Fusillé.

Madeleine arrêtée le 25 novembre 1943 à la Grande Rafle.

Déportée à Auschwitz, disparue.

et Tous les Autres

Ils ne méritent pas de tomber dans l'oubli.

Ils doivent demeurer dans la mémoire collective de la Nation. »— Plaque commémorative de l'Université de Strasbourg